# Pansarmuseet i Axvall
Pansarmuseet i Axvall var Sveriges största och äldsta museum för pansarfordon. Det var beläget på Axevalla hed, som tidigare var läger och mötesplats för Skaraborgs regemente (I 9). Axevalla hed ligger precis utanför småorten Axvall, åtta km öster om Skara. Museet hyste en näst intill komplett samling av alla den svenska arméns bepansrade fordon, samt även en hel del utländska stridsfordon. Samlingen omfattade knappt 100 fordon och var, till antalet, troligen den fjärde eller femte största i världen.
Museet kom, efter beslut av Statens försvarshistoriska museer, att hösten 2007 stängas, och dess inventarier flyttades till ett nytt museum i Strängnäs, Försvarsfordonsmuseet Arsenalen, vilket invigdes sommaren 2011.

## Bildgalleri

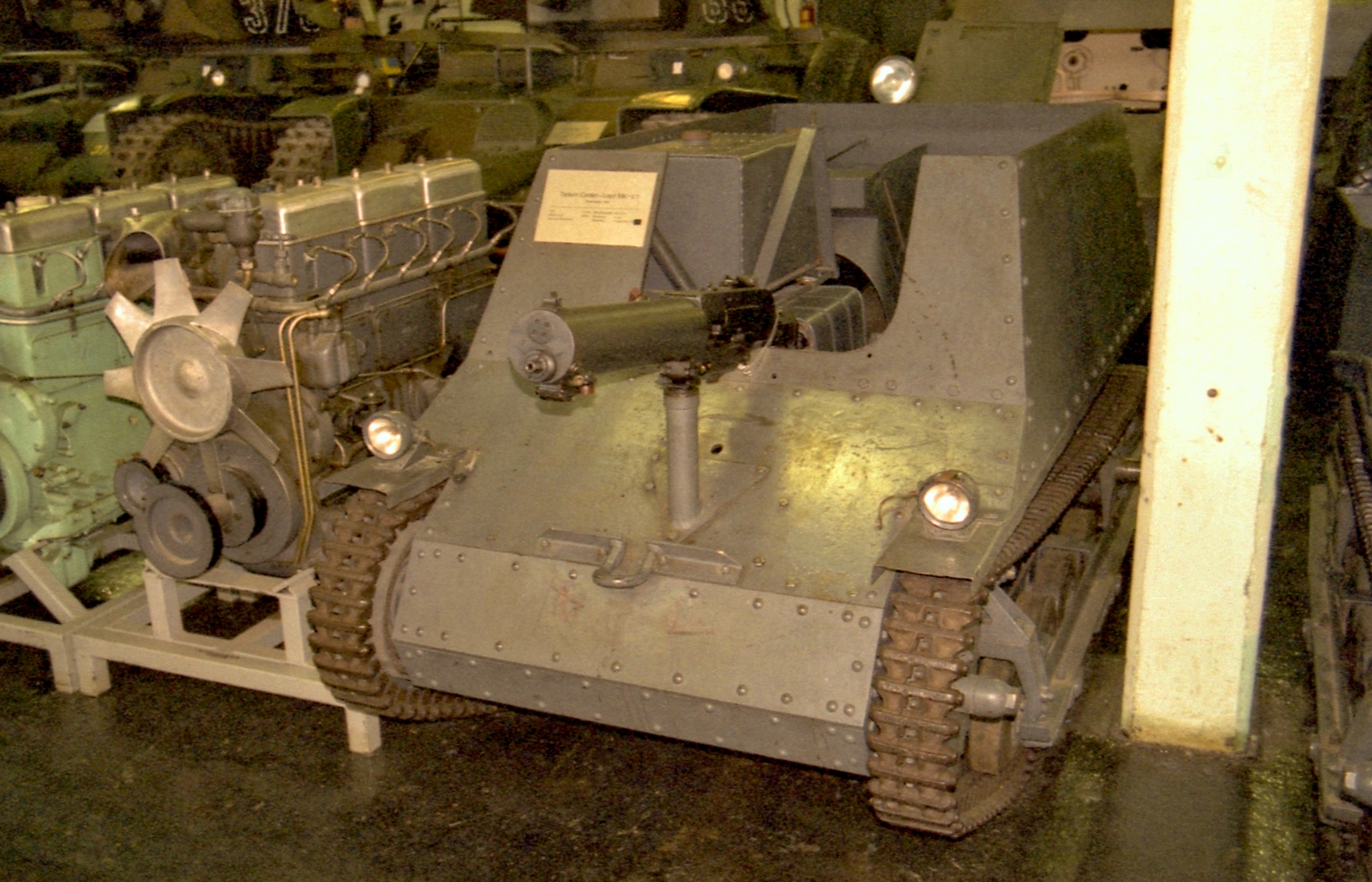
Lätt stridsvagn m/Carden-Loyd (Mk.V).
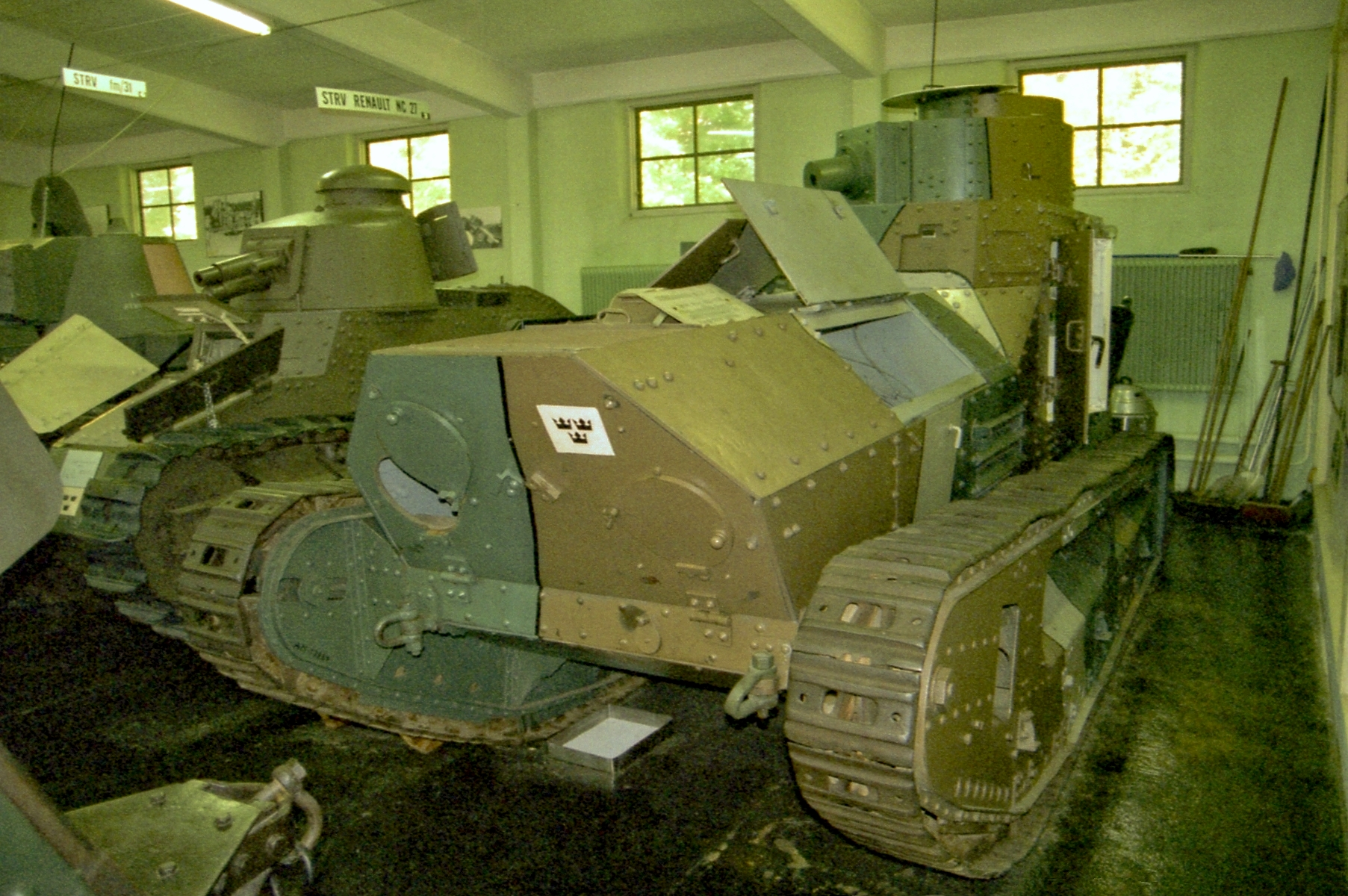
Stridsvagn m/21-29 vid museet. Stridsvagn fm/28 bakom.
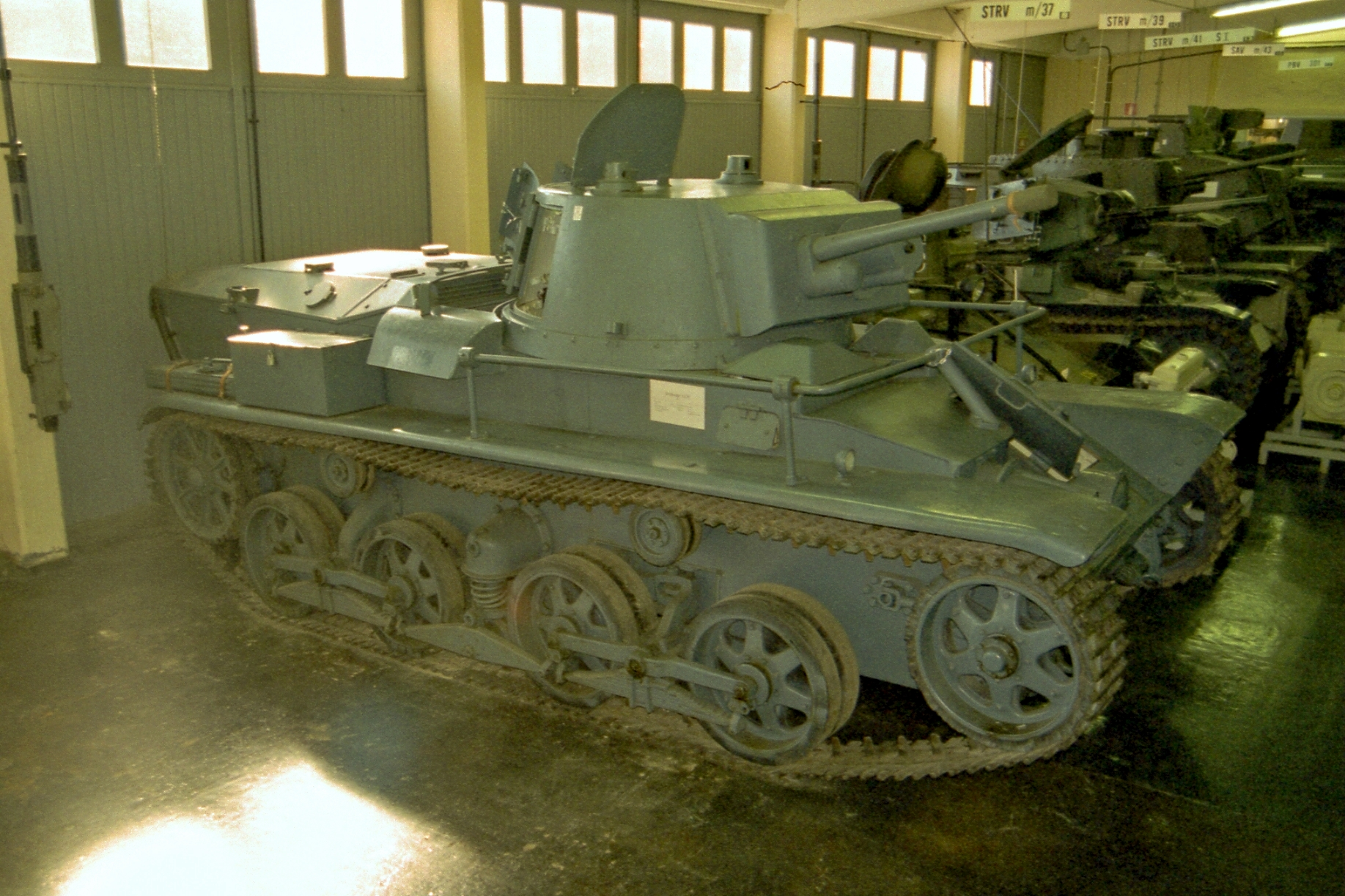
Stridsvagn m/31 vid museet.
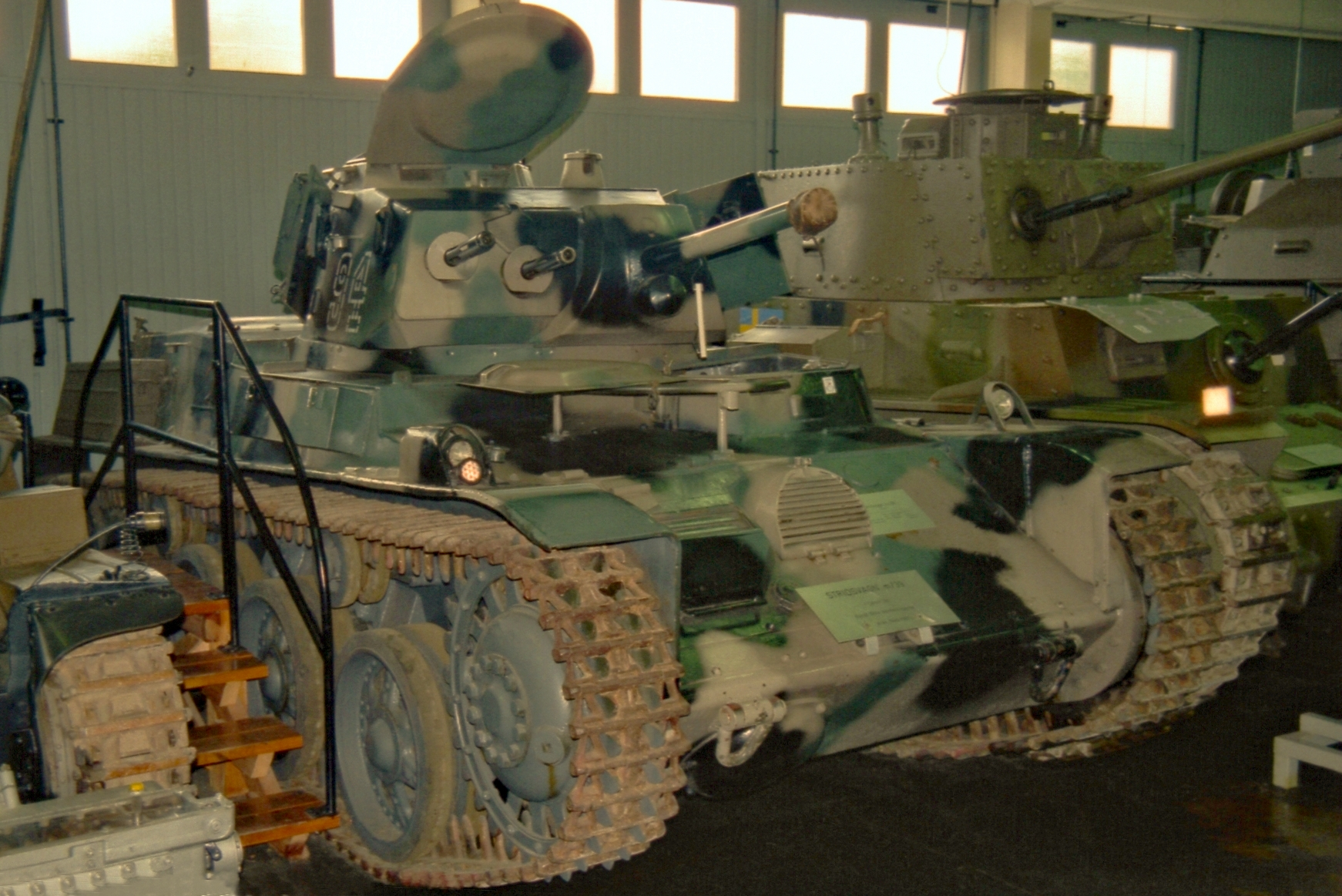
Stridsvagn m/39 vid museet.
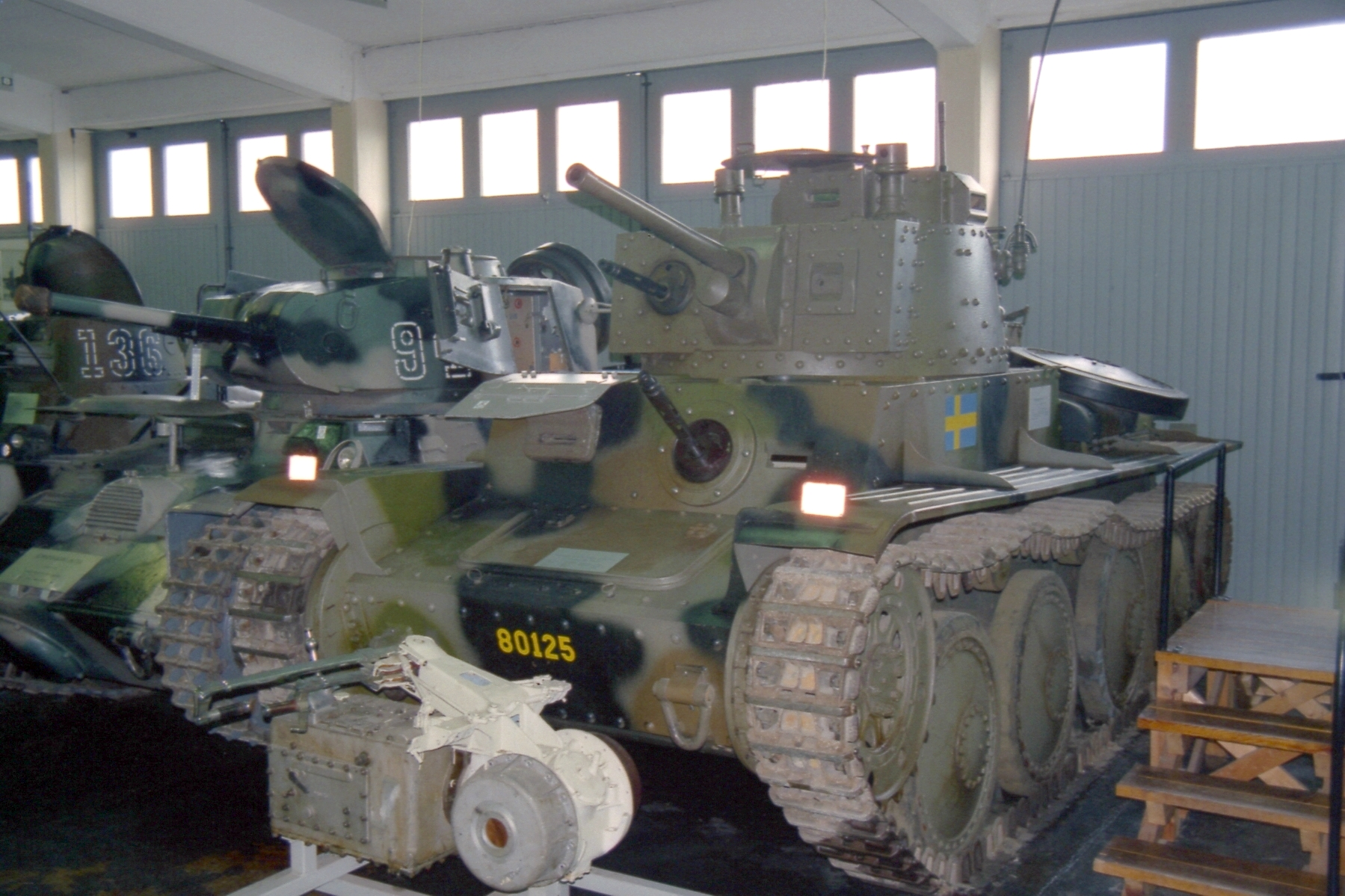
Stridsvagn m/41 vid museet.
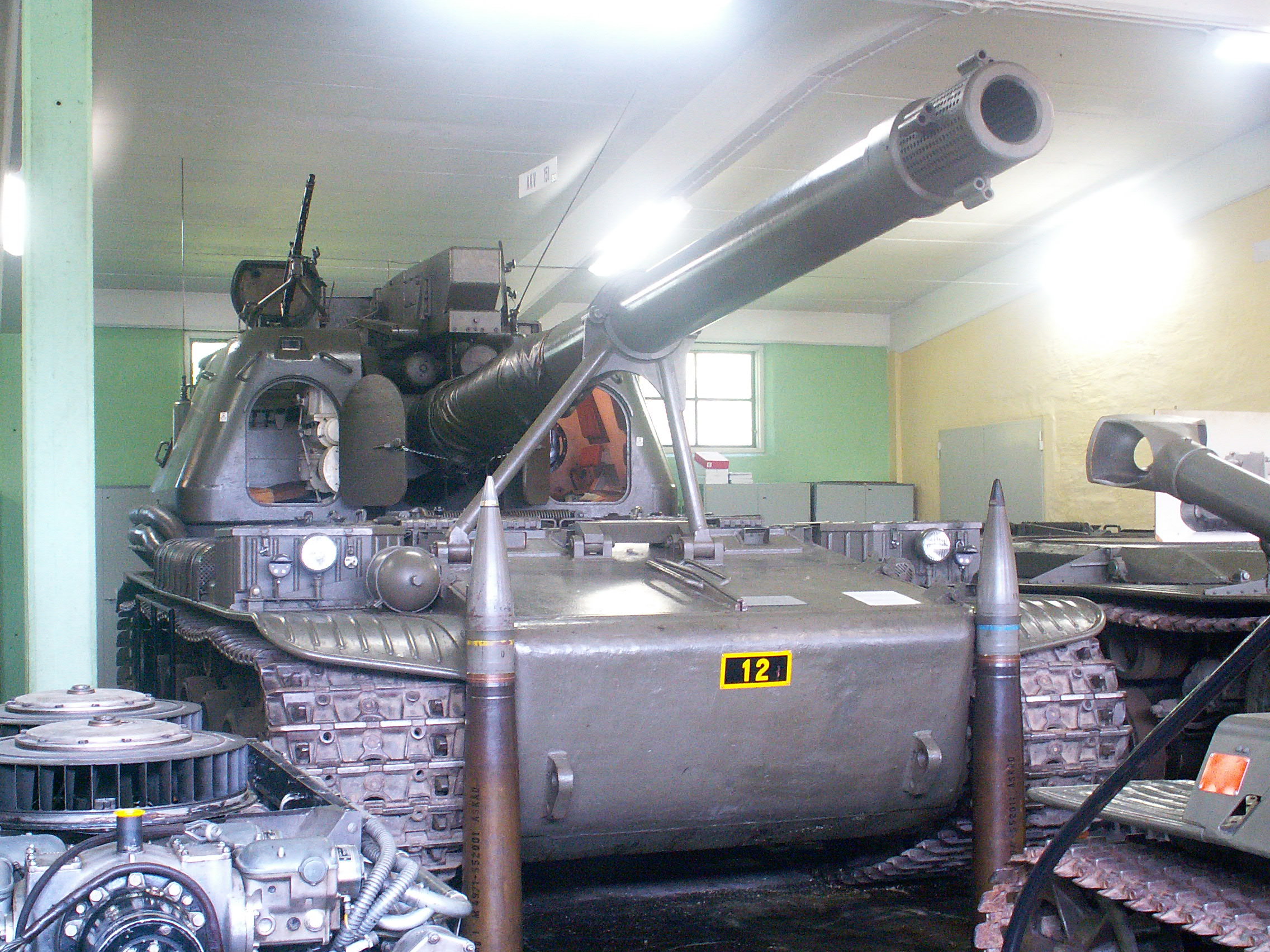
Artillerikanonvagn 151 (prototyp till Bandkanon 1) vid museet.